# Bank of Manhattan Company
Bank of Manhattan Company var en bank i USA, med anor tillbaka till 1799.
1929 ombildades banken från ett arbetande bolag till ett holdingbolag medan dess tidigare bankverksamhet övertogs av ett dotterbolag, Bank of Manhattan Trust Company. Såväl moderbolaget som dotterbolaget ingick 1929 i en väldig trust tillsammans med International Acceptance Company, International Manhattan Company och New York Title & Morgage Company. 1932 förenades de alla i trusten arbetande institutionerna i ett enda bankföretag, varvid man som firmanamn antog det gamla huvudbolagets namn.
1955 köptes banken upp av Chase National Bank of the City of New York till Chase Manhattan Bank.